# FOUP
FOUP (аббр. от англ. Front Opening Unified Pod — Унифицированный модуль с фронтальной загрузкой или Front Opening Universal Pod, SEMI E47.1) — стандарт в микроэлектронной промышленности. Описывает специализированный пластиковый контейнер, предназначенный для хранения кремниевых пластин в контролируемой среде и для перемещения групп пластин между разными производственными установками или измерительными станциями.
Стандарт FOUP появился вместе с первыми установками для обработки полупроводниковых пластин диаметром 300 миллиметров в середине 1990-х годов. Размер пластин и их сравнительно низкая прочность не позволили использовать контейнеры сходные с SMIF. Для учета ограничений 300 мм пластин был разработан FOUP, при этом произошел отказ от системы со съёмной кассетой (wafer cassette). Пластины в FOUP удерживаются выступами по бокам контейнера. Вместо нижней открывающейся дверцы как в SMIF, новый стандарт использует съёмную переднюю дверь, которая позволяет роботизированному механизму перемещения пластин забрать подложку непосредственно из FOUP контейнера.
Вес пустого стандартного FOUP на 25 полупроводниковых пластин превышает 5 килограммов, а полностью загруженного составляет около 9 килограммов, что слишком тяжело для надежной ручной транспортировки. Из-за этого с таким стандартом повсеместно применяются автоматизированные системы транспортировки материалов. Каждый контейнер имеет ряд стандартных соединительных пластин, выступов и отверстий на внешней поверхности, что позволяет точно позиционировать FOUP на загрузочных портах оборудования и перемещать их при помощи AMHS (Automated Material Handling System). Контейнеры FOUP обычно снабжены машиночитаемыми метками, например радиочастотными, что упрощает их идентификацию. Корпус контейнера может быть выполнен в определенном цвете, что может использоваться для обозначения пластин, находящихся на разных стадиях изготовления (например, Intel использовала оранжевый цвет с пластинами, содержащими медь, и зеленый цвет для пластин, покрытых алюминием).

## FOSB

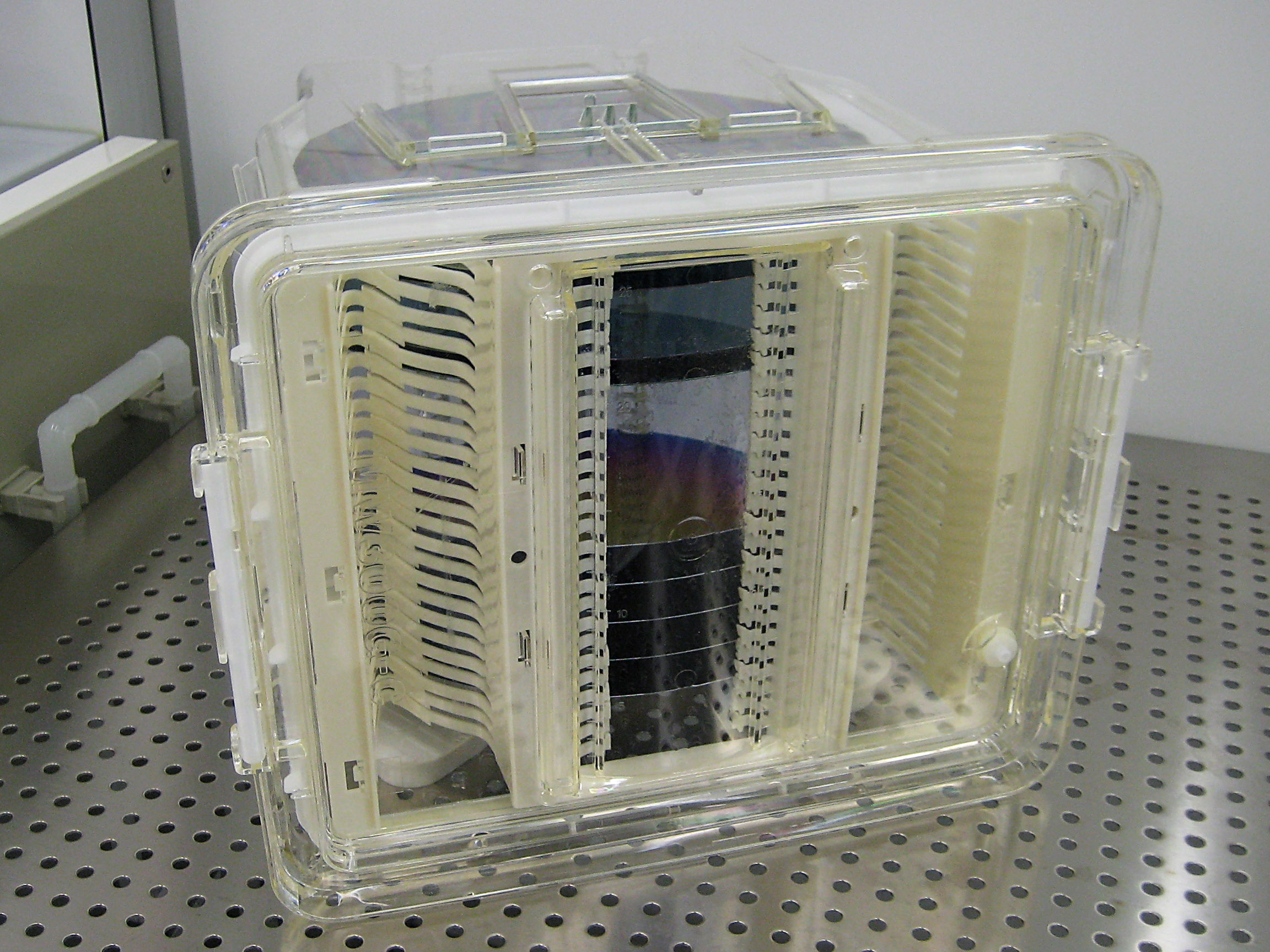
Транспортировочный контейнер FOSB, вид с лицевой стороны

FOSB (англ. Front Opening Shipping Box) — вариант контейнера для транспортировки полупроводниковых пластин между производственными зданиями.